# ستيفن لي (متزحلق جبال الألب)
ستيفن لي (بالإنجليزية: Steven Lee)‏ هو متزحلق جبال الألب أسترالي، ولد في 6 أغسطس 1962 في سيدني في أستراليا.

## وصلات خارجية
- ستيفن لي على موقع الاتحاد الدولي للتزلج (التزلج على المنحدرات الثلجية) (الإنجليزية)
- ستيفن لي على موقع أوليمبيديا (الإنجليزية)
- ستيفن لي على موقع اللجنة الأولمبية الأسترالية (الإنجليزية)